# Maria Hilf (Gleißenthal)

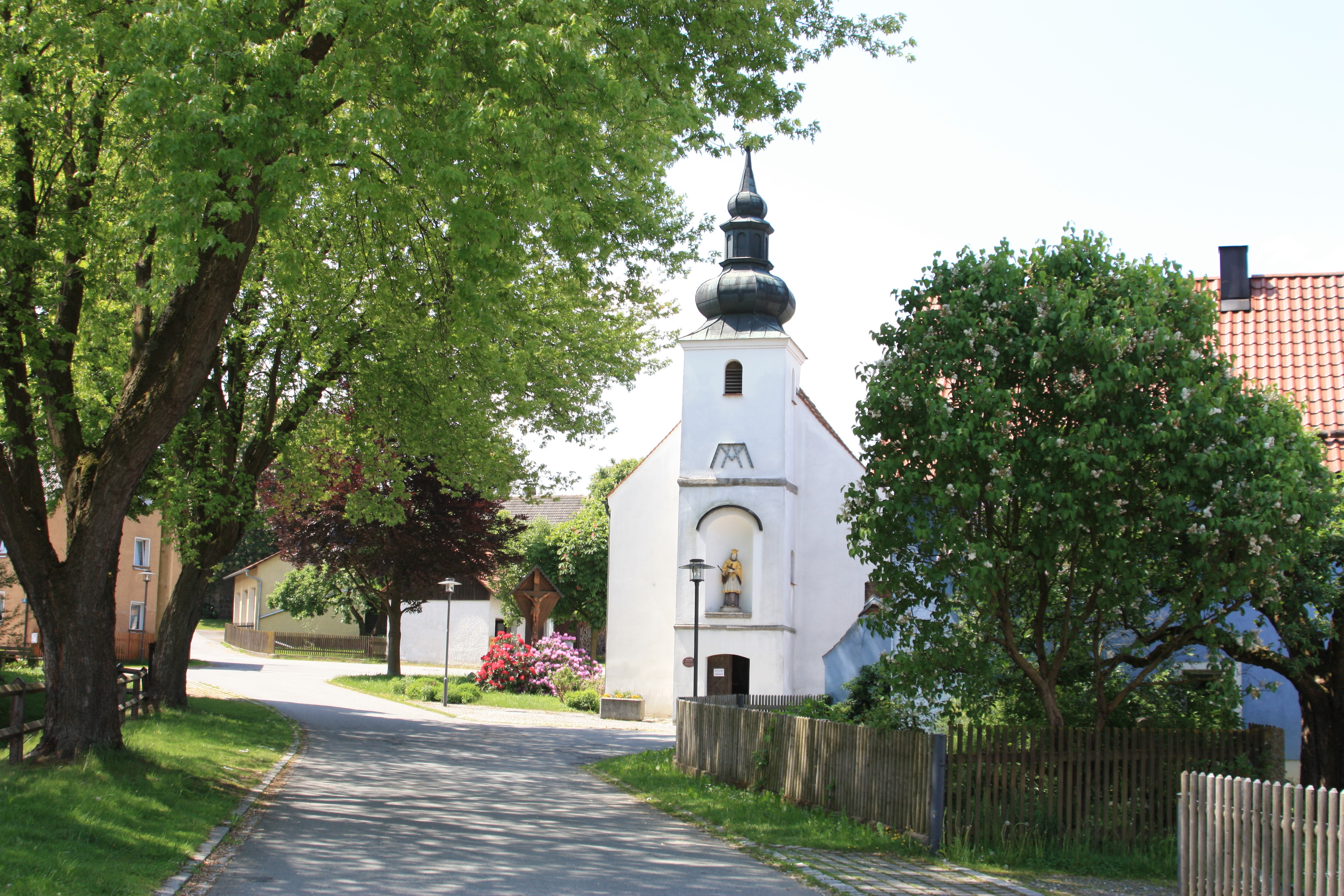
Maria-Hilf-Kirche Gleißenthal

Die römisch-katholische Kirche Maria Hilf im Ortsteil Gleißental der oberpfälzischen Stadt Windischeschenbach wird pfarrlich von der „Pfarreiengemeinschaft St. Emmeram und Heilig Geist“ versorgt, steht aber im Eigentum der Stadtgemeinde Windischeschenbach.

## Geschichte
Der nach Wien ausgewanderte Schneidermeister Johann Georg Mathes und seine Frau Maria Anna sind in Wien zu Wohlstand gekommen und haben nach einem Gelübde die Kirche 1747 errichten lassen. Mit dem Bau war eine Stiftung verbunden, aus deren Erträgen an allen Samstagen für die Stifter (so lange sie lebten) eine Messe gelesen werden sollte. Nach deren Ableben sollte die Messe wechselweise für deren Anverwandte und dann für sie gelesen werden. Durch die Inflation nach dem Ersten Weltkrieg ist das Kapital der Stiftung vernichtet worden.
Die anfangs errichtete Kapelle war so klein, dass nur 20 Personen darin Platz fanden. Am 2. Februar 1770 wandte sich deswegen der Windischeschenbacher Pfarrer Maximilian an Wiotha an die Diözese Regensburg mit dem Antrag auf eine Kirchenerweiterung. Nachdem der Pfarrer auf das vorhandene Vermögen der Kirchenstiftung verwiesen und im Namen der Bürger von Gleißenthal die Ableistung von Hand- und Spanndiensten zugesagt hatte, erteilte das Bischöfliche Ordinariat am 19. Juli 1770 die Genehmigung für den Erweiterungsbau. Allerdings wollte dies der Richter von Neustadt an der Waldnaab, Joseph Ludwig Ott, verhindern, da er der Meinung war, das Geld sollte eher für die St.-Emmerams-Kirche in Windischeschenbach ausgegeben werden. Damit hatte er aber keinen Erfolg.
Am 1. Juli 1951 wurde eine 500-Jahr-Feier abgehalten, bei der als Nachfolger der Gleißenthaler Freiherr Heinrich von Gleißenthal, Kaplan in München, und sein Onkel Freiherr Kurt von Gleißenthal mit Familie anwesend war. Anlässlich dieser Feier wurde links von der Kirche ein Gedenkstein mit dem Wappen der Gleißenthaler von der Gemeinde gestiftet.

## Baulichkeit
Die Maria-Hilf-Kirche ist eine Saalkirche mit einem Steildach und einem eingezogenen, halbrund geschlossenem Chor. Der Kirchturm ist mit Zwiebelhaube gedeckt. An den beiden Seiten des Langschiffes sind Fenster mit einem Rundbogen angebracht, die mit bunten Glasfenstern ausgestattet sind.
Die Kirche wurde 1964, 1994 und 2013 außen und innen renoviert. Die Kirche steht im Eigentum von Windischeschenbach und so muss die Baulast von der Stadtgemeinde getragen werden.

## Innenausstattung
Die Kirche ist im Stil des Rokoko ausgestaltet. Die Kirche besitzt die Kopie eines Mariahilfbildes von der Kirche auf der Schüttinsel (heute in Slowakei liegend), das von dem Kirchenstifter beigebracht wurde. Die Inschriften auf den Deckenfresken sind bei einer Renovierung 1892 durch liturgische Texte ersetzt worden.
Die beiden Seitenaltäre sind künstlerisch wertvoll, die Altarbilder über den beiden Seitenaltären sind auf die Wand gemalt. Daneben sind Darstellungen von vier Heiligen: der hl. Notburga, der hl. Thekla, des Apostels Judas Thaddäus und des hl. Ivo. Darüber hinaus befinden sich viele weitere Heiligenfiguren im Inneren und auch außerhalb der Kirche.
An der hinteren Wand der Kirche sind etliche gut erhaltenen Votivtafeln zu sehen. Auf einer der Tafeln ist der Hinweis „ex voto“ (lat. „wegen eines Gelübdes“) und die Initialen „J-M-G“ zu sehen, woraus man schließen kann, dass es sich hier um den Stifter Johann Georg Mathes selbst handelt.